# ジェリコー伯爵
ジェリコー伯爵（ジェリコーはくしゃく、英: Earl Jellicoe）は、イギリスの伯爵、貴族。連合王国貴族爵位。
海軍軍人ジョン・ラッシュワース・ジェリコーが1925年に叙位されたことに始まる。

## 歴史

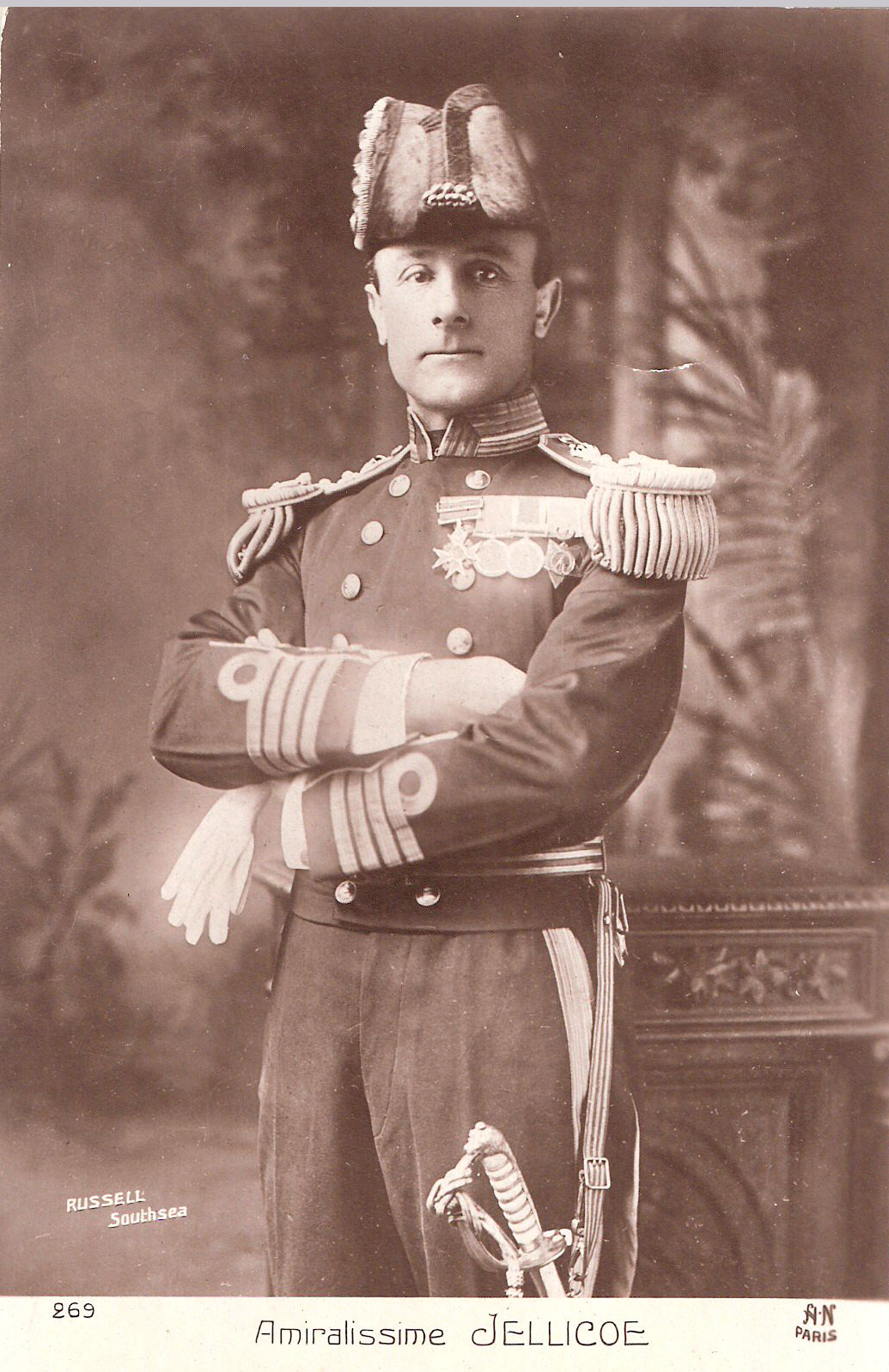
初代ジェリコー伯爵ジョン・ジェリコー

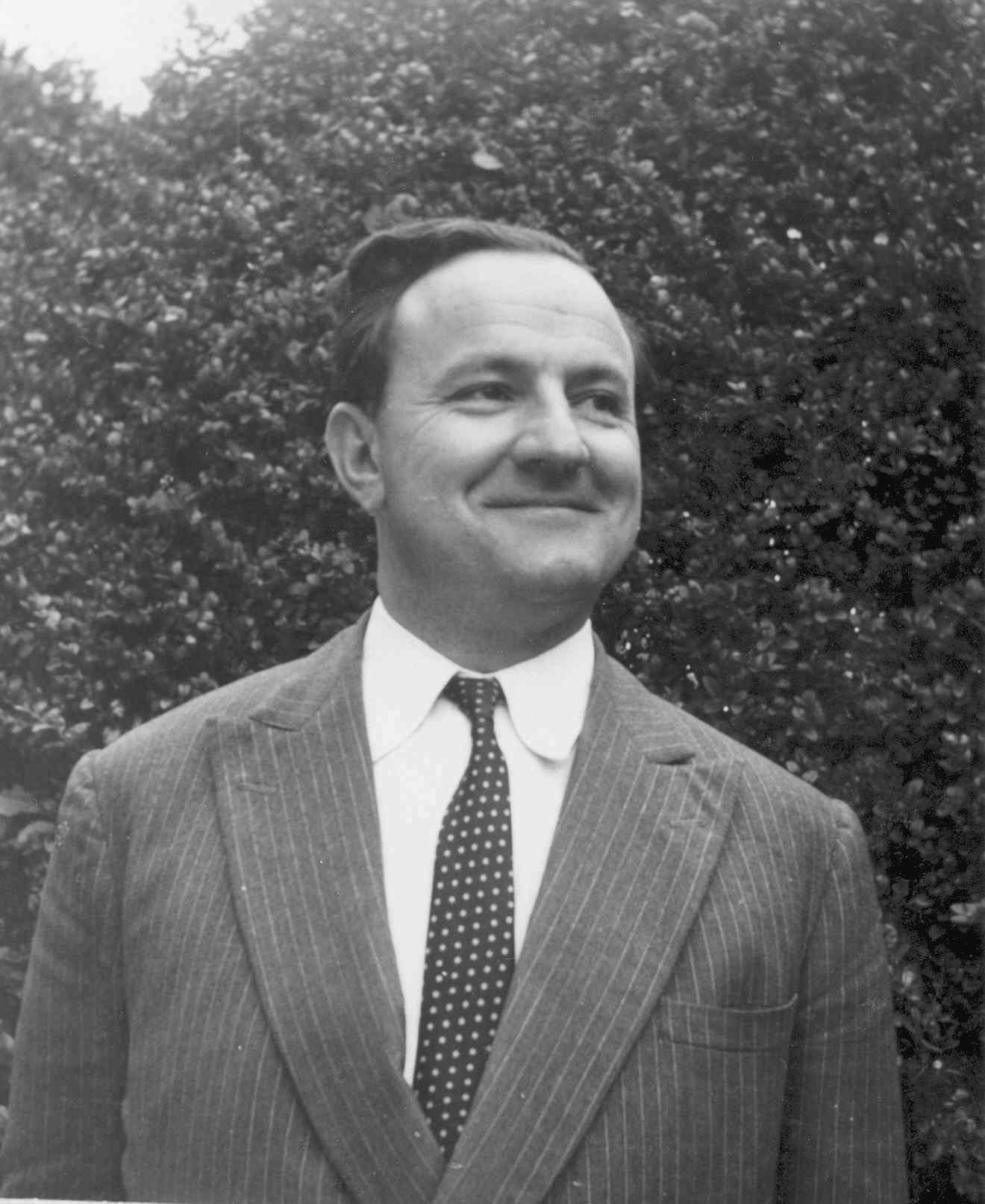
2代ジェリコー伯爵ジョージ・ジェリコー

その祖ジョン・ラッシュワース・ジェリコー(1859-1935)は、第一次世界大戦開戦時の本国艦隊司令長官や第一海軍卿などの重職を歴任した海軍軍人である。
彼は1918年にオークニー州スカパのジェリコー子爵（Viscount Jelicoe, of Scapa in the County of Orkney）に叙された。また、ジェリコーはニュージーランド総督退任後にジェリコー伯爵(Earl Jelicoe)として陛爵するとともに、あわせてサウサンプトン州サウサンプトンのブロッカス子爵（Viscount Brocas, of Southampton in the County of Southampton）を授けられている。
ただしジェリコー子爵位に関してはその叙爵時、ジェリコー提督に5人の娘しかいなかったために、長女とその男系子孫および4人の妹にもその継承を認めるといった特別承継を帯びた内容となっていた。なお、その3年後に提督に長男が誕生したことで、ジェリコー伯爵およびブロッカス子爵位は前述の承継条件へと変更された。
また、当主の長男は通例ブロッカス子爵を儀礼称号とするが、この爵位は、初代伯の曾祖母が14世紀から17世紀まで存在した王室府犬養頭を歴任したブロッカス家出身であったことにちなんで採用されたものである
その子である2代伯ジョージ(1918-2007)は、第二次世界大戦時には軍人として特殊空挺部隊やコールドストリームガーズに所属したのち、外交官を経て保守党の政治家に転身して、王璽尚書や貴族院院内総務職などを歴任した。
彼は1999年には一代貴族としてハンプシャー州サウサンプトンにおけるサウサンプトンのジェリコー男爵（Baron Jellicoe of Southampton, of Southampton, in the County of Hampshire）に叙されている。ジョージは同年のブレア内閣による貴族院法制定以降もなお議席を貴族院に維持して、2007年死去時には最長老の貴族院議員であった。
2代伯ののちは、その長男が爵位を継承して、現在に至っている。

## 現当主の保有爵位
現当主の第3代ジェリコー伯爵パトリック・ジョン・バーナード・ジェリコーは以下の爵位を保持している。
- 第3代ジェリコー伯爵 (3rd Earl Jelicoe)
（1925年6月29日の勅許状による連合王国貴族爵位）
- 第3代サウサンプトン州におけるサウサンプトンのブロッカス子爵 (3rd Viscount Brocas of Southampton in the County of Southampton)
（1925年6月29日の勅許状による連合王国貴族爵位）
- 第3代オークニー州スカパのジェリコー子爵 (3rd Viscount Jelicoe of Scapa in the County of Orkney)
（1918年1月15日の勅許状による連合王国貴族爵位）

## ジェリコー伯爵（1925年）
- 初代ジェリコー伯爵ジョン・ラッシュワース・ジェリコー（1859年 - 1935年）[9]
- 第2代ジェリコー伯爵ジョージ・パトリック・ジョン・ラッシュワース・ジェリコー（英語版）（1918年 - 2007年）[10]
- 第3代ジェリコー伯爵パトリック・ジョン・バーナード・ジェリコー（1950年 - ）[10]

法定推定相続人は当代伯の弟であるニコラス・チャールズ・ジョセフ・ジェリコー（1953年 - ） 。

### 註釈
1. ↑  大戦勃発に伴い本国艦隊は大西洋艦隊と統合され戦時編成である「大艦隊」(グランド・フリートGrand Fleet)となる。
2. ↑  両爵位はいずれも初代伯直系男子を相続人としており、かつ3爵位ともに連合王国貴族爵位である。